# Christoph Straub

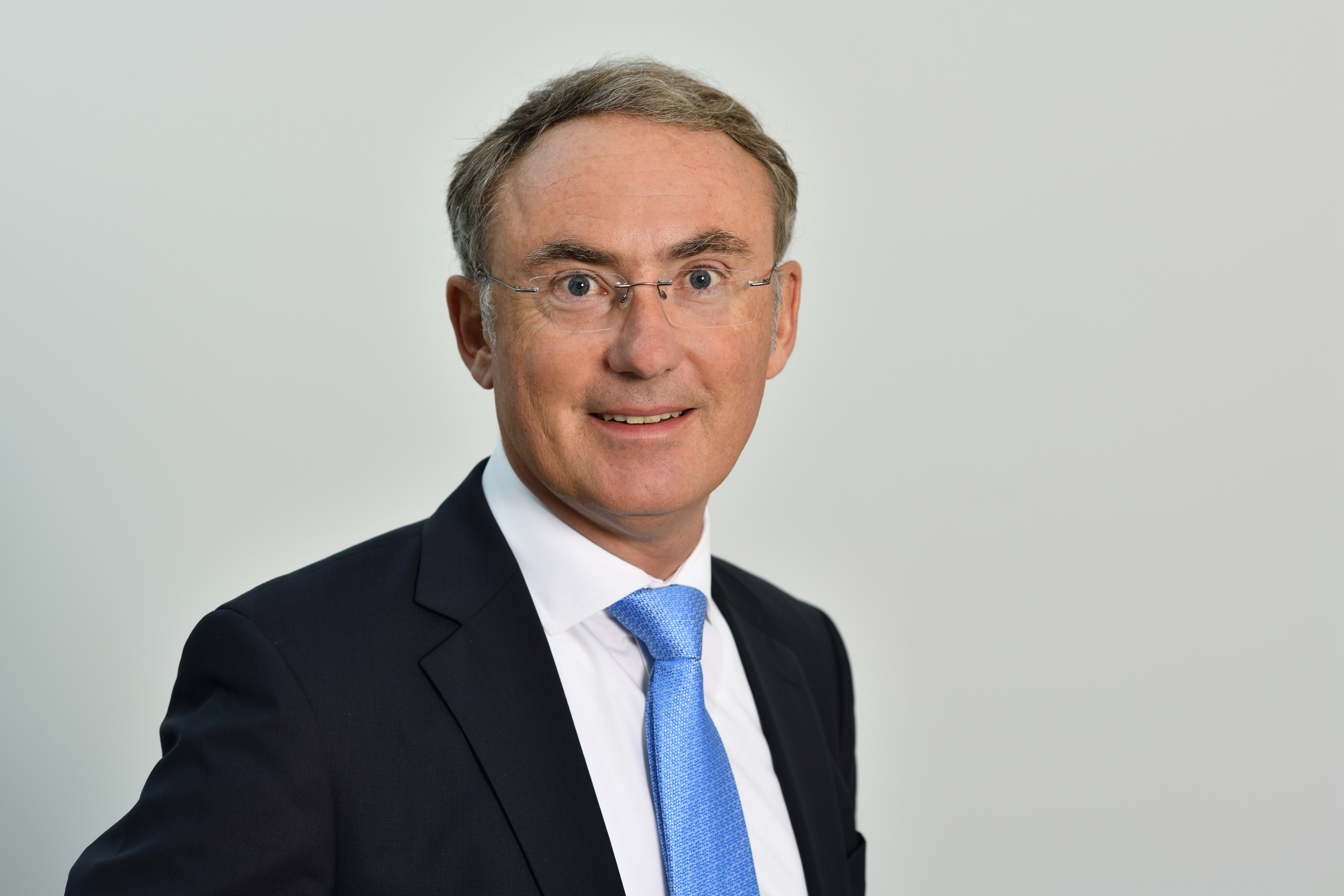
Christoph Straub (2019)

Christoph Straub (* 25. Juli 1961 in Stuttgart) ist ein deutscher Mediziner und Krankenkassenmanager. Seit dem 1. August 2011 ist Straub Vorstandsvorsitzender der BARMER.

## Leben

### Studium und Promotion
Straub studierte Medizin an der Universität Heidelberg und in den USA (Cleveland, Cleveland Clinic und Detroit, Henry-Ford-Hospital). Nach seiner Zeit als Arzt im Praktikum in der Inneren Medizin in Mannheim erhielt er im Jahr 1991 die Vollapprobation. Im Jahr 1992 wurde Straub mit der Arbeit „Prognostische Faktoren für die Strahlentherapie des nicht-kleinzelligen Bronchialkarzinoms“ an der Universität Heidelberg zum Dr. med. promoviert. Schon während seiner Promotion arbeitete er ab 1991 bis schließlich 1994 als wissenschaftlicher Assistent an der Stiftungsprofessur Gesundheitssystemforschung an der Universität Tübingen.

### Beruflicher Werdegang
Straubs berufliche Laufbahn im Bereich der Krankenkassen begann im Jahr 1994 beim damaligen Verband der Angestellten-Krankenkassen/Arbeiter-Ersatzkassen (VdAK/AEV), – heute Verband der Ersatzkassen e. V. (vdek). Zunächst wurde er Sachgebietsleiter für „Grundsatzfragen der medizinischen Versorgung“, bis er ein Jahr später, 1995, Assistent des Hauptabteilungsleiters für „Leistungen, Verträge, Stationäre Einrichtungen“ wurde. Ab dem Jahr 1996 arbeitete Straub als Referent des Vorstandes und wurde im gleichen Jahr Leiter der Abteilung für „Grundsatzfragen der medizinischen Versorgung und Gesundheitswissenschaften“. Im Jahr 2000 folgte der Wechsel vom VdAK/AEV zur Techniker Krankenkasse. Bei der TK arbeitete Straub als Leiter des Stabsbereichs Unternehmensentwicklung. Im Jahr 2003 wurde er in den Vorstand berufen. Als Mitglied des Vorstands wurde Straub im Jahr 2005 zum stellvertretenden Vorsitzenden ernannt. Im Jahr 2009 wechselte er zur Rhön-Klinikum AG und übernahm dort für zwei Jahre einen Vorstandsposten. Seit dem 1. August 2011 ist Straub Vorstandsvorsitzender der Barmer.
Seit dem Jahr 2006 hat er einen Lehrauftrag am Lehrstuhl für Volkswirtschaftslehre III der Universität Bayreuth für „Ausgewählte Themen der Gesundheitsökonomik“. Im Jahr 2016 wurde Straub zum Honorarprofessor ernannt.